# Platyxanthidae
Famille
Les Platyxanthidae sont une famille de crabes. Elle comporte sept espèces actuelles et une fossile dans trois genres.

## Liste des genres
- Homalaspis A. Milne-Edwards, 1863
- Peloeus Eydoux & Souleyet, 1842
- Platyxanthus A. Milne-Edwards, 1863

## Référence
- Guinot, 1977 : Propositions pour une nouvelle classification des Crustacés Décapodes Brachyoures. Comptes rendus hebdomadaires des séances de l’Académie des sciences, sér D, vol. 285, p. 1049–1052.

## Sources
- Ng, Guinot & Davie, 2008 : Systema Brachyurorum: Part I. An annotated checklist of extant brachyuran crabs of the world. Raffles Bulletin of Zoology Supplement, n. 17 p. 1–286.
- De Grave & al., 2009 : A Classification of Living and Fossil Genera of Decapod Crustaceans. Raffles Bulletin of Zoology Supplement, n. 21, p. 1-109.